# Mangole
Mangole (tên trước đây là Xulla Mangola.)  là một đảo lớn thuộc quần đảo Sula, một phần của quần đảo Maluku tại Indonesia. Đảo có tọa độ 1°48′N 125°48′Đ / 1,8°N 125,8°Đ, nằm ở phía đông của đảo Taliabu và ở phía bắc của đảo Sanana. Có khoảng 38.000 người sinh sống trên đảo Mangole. Nền kinh tế của đảo chịu ảnh hưởng của ngành lâm nghiệp. Đảo có diện tích 1.228,5 km² và điểm cao nhất có cao độ 1.054 m.